# Prociphilus bumeliae
Prociphilus bumeliae är en insektsart som först beskrevs av Franz Paula von Schrank 1801. Enligt Catalogue of Life ingår Prociphilus bumeliae i släktet Prociphilus och familjen långrörsbladlöss, men enligt Dyntaxa är tillhörigheten istället släktet Prociphilus och familjen pungbladlöss. Enligt den finländska rödlistan är arten nära hotad i Finland. Arten är reproducerande i Sverige. Artens livsmiljö är lundskogar. Inga underarter finns listade i Catalogue of Life.